# 阿尔弗雷德·瓦根克内希特
阿尔弗雷德·瓦根克内希特（英語：Alfred Wagenknecht；1881年8月15日—1956年8月26日）是美国马克思主义活动家、美国共产党领导人。他最为人所知的事迹是在1919年作为美国社会党左翼领导人，在建立美国共产主义劳工党的过程中发挥关键作用。瓦根克内希特曾于1919年和1920年分别担任美国共产主义劳工党和美国联合共产党执行书记。